# بادي لوي
بادي لوي (بالإنجليزية: Paddy Lowe)‏ هو مدير ومهندس بريطاني، ولد في 8 أبريل 1962 في نيروبي في كينيا.